# Aszur-belu-usur (gubernator Kadmuhu)
Aszur-belu-usur (akad. Aššur-bēlu-uṣur, w transliteracji z pisma klinowego zapisywane najczęściej maš-šur-EN-PAB i maš-šur-U-PAB; tłum. „Aszurze, chroń pana!”) – wysoki dostojnik za rządów asyryjskiego króla Sennacheryba (704-681 p.n.e.), gubernator prowincji Kadmuhu (Szahuppa); z asyryjskich list i kronik eponimów wiadomo, iż w 695 r. p.n.e. sprawował urząd limmu (eponima). Jego imieniem jako eponima datowane są dokumenty prawne z Aszur i Niniwy oraz inskrypcje Sennacheryba. Znany jest też dokument, w którym Aszur-belu-usur przedstawiany jest jako przełożony człowieka, który występuje jako świadek zakupu dwudziestu niewolników dokonanego przez Nabu-szumu-iszkuna, woźnicę rydwanu króla Sennacheryba.